# 托雷利亚斯
托雷利亚斯，是西班牙阿拉贡自治区萨拉戈萨省的一个市镇。 总面积3平方公里，总人口313人（2001年），人口密度104人/平方公里。